# 岩原信九郎
岩原 信九郎（いわはら しんくろう、1923年1月2日 - 1978年2月3日）は、日本の心理学者。
愛知県豊橋市出身。

## 略歴
愛知県豊橋市出身。1947年東京文理科大学心理学科卒。1949年ミズーリ大学に留学。帰国後、奈良女子大学助教授、東京教育大学助教授を経て、1972年教授、1976年筑波大学教授併任。薬理心理学、生理心理学の発展に寄与した。
1978年1月3日、急性心不全のため東京都豊島区西池袋の平塚胃腸病院にて死去。55歳。

## 著書
- 『推計学による新教育統計法』日本文化科学社 1955
- 『ノンパラメトリック法 新しい教育統計』日本文化科学社 1955
- 『教育と心理のための推計学』日本文化科学社 1957
- 『推計学による新教育統計法』日本文化科学社 1962
- 『ノンパラメトリック法 新しい教育・心理統計』日本文化科学社 1964
- 『教育と心理のための推計学』日本文化科学社 1965
- 『記憶力』1976 講談社現代新書
- 『生理心理学』星和書店 1981

### 翻訳
- K.H.プリブラム『脳の言語 実験上のパラドックスと神経心理学の原理』酒井誠共訳 誠信書房 1978